# Бой при Мустафа Ачи и Азаплар
Боят при Мустафа Ачи и Азаплар, южно от Кюстенджа, се състои между български и румънски войски на 21 септември 1916 г., по време на Първата световна война. В него Първа конна дивизия командвана от генерал Иван Колев) пресича настъплението на румънски войски (5-а и 19-а пехотна дивизия, командвани от генерал Хертел) срещу десния фланг на българската Трета армия и съдейства за стабилизирането на фронта в Добруджа след неуспешната за българите първа атака на Кубадинската позиция.

## Предистория
След боевете на 18 и 19 септември 1916 г. в Кубадинското направление и по целия фронт от Дунав до Черно море, българските части от III армия са изпаднали в трудно положение. В резултат на двудневните атаки са претъпени сериозни загуби от IV Преславска дивизия и II Софийска бригада и в това състояние са разтегнати в един фронт от 18 километра. Практически нямат артилерийска поддръжка, защото някои от батареите са попаднали във вражески ръце, а боеприпасите са значително намалели. Изразходвани са снарядите на I Софийска и VI Бдинска дивизия. Последната е преустановила атаките си и се е върнала на изходните си позиции. Десният фланг на армията в приморския край не успява да пробие неприятелския фронт. В същото време неприятелската войска непрекъснато получава подкрепления. В тази тежка обстановка добър тактически ход е да се прекратят атаките и частите да се отдръпнат и временно да заемат изходните си позиции. На 20 септември на разсъмване българската войска е разположена в изходните си позиции от преди 18 септември в пълен ред, като са се отдръпнали от заетите преди това позиции на около 3 – 4 километра.

## Разположение на българската армия
Преминаването към отбранителни действия е със следното разположение на войските от III армия:
- I Софийска дивизия и бригада Боде са в участъка от с. Алиман до с. Ениджеа;
- IV Преславска дивизия с 8-и приморски полк е в участъка от с. Ениджеа до в. 156 (Кюселер) и в. 158 (Соват Юг);
- VI Бдинска дивизия в участъка пред с. Карабака до с. Мердевенли бунар;
- Добричките войски в участъка от пътя Каваклар-Софулар през в. 134 (Чаталъ Юг) и по пътя Гювенлий-Енгец;
- Конната дивизия е десния фланг в участъка между железния път и морето, като авангардът ѝ V конна бригада е разположен на линията с. Амузача -с. Первелия – с. Каракьой. Конното ядро е разположено край с. Азаплар.

## Тактика на противостоящите войски
На 21 септември 1916 г. противниковата армия започва офанзивни действия в приморския регион- десния фланг на III армия. В продължение на 17 дни се провеждат атаки и се правят опити да се пробие десния фланг на армията, отбраната на който все още не е добре организирана и е защитавана от слаби части. Военното поражение на това крило ще позволи на руско-румънската армия да застане в тила на III армия, което ще предизвика неминуемото ѝ отдръпване от установените позиции по целия Добруджански фронт в южна посока. Позицията на десния фланг се оказва възлова и важна, както за руско-румънските войски, така и за противостоящите части на III армия. В този смисъл струпването на руско-румънски войски, провеждането на атаки и засилването на натиска в приморския регион в т. ч. и с помощта на корабната артилерия на руския флот, има стратегически цели, а не някакви локални тактически, демобилизиращи действия срещу III армия.
Поради тази причина щабът на III армия взема решение на 20 септември вечерта да се подсили десния фланг с 25 турска дивизия и дружини от 59 и 75 низамски полкове, като се разположат на позицията с. Ереблер – с. Азаплар. Разпоредено е да се намесят при настъпване на противника в участъка между Добричките войски и Конната дивизия. За защита на тази позиция се прехвърля и 15 турска пехотна дивизия, която трябва да се разположи зад дясното крило и да бъде на разпореждането на командира на 25 турска дивизия.

## Ход на сражението
На 21 септември сутринта руско-румънските войски проявяват висока активност в южната част бойната линия. Започват се атаки по бойните позиции от север на юг към жп гара Казичи (срещу десния фланг на Добричките войски), с. Амузача (срещу авангарда на 9-и конен полк), с. Мустафа Ачи и с. Азаплар. Разгъналата се след с. Енгец неприятелска войска напредва във фланг на Добричките войски и с фронт към населените места Амузача – Мустафа Ачи във фланг на Конната дивизия. Военни части настъпват и през с. Каракьой в обхват и пробив в десния фланг (с. Азаплар) и пробив и обход заедно с други сили на левия фланг на Конната дивизия при с. Мустафа Ачи.
6 сборна румънска бригада и 5 сборна румънска бригада настъпват сутринта срещу левия фланг на Добричките войски в посока с. Енгец, където е разположен 74 турски полк. Силният артилерийски огън принуждава атакуващите да спрат и се окопаят. Добричките войски във втората половина от деня, подкрепени от VI Бдинска, 25 турска дивизия и част от Конната дивизия преминават в контранастъпление и противника отстъпва с бягство.
Боят срещу Конната дивизия започва в 9 часа и 40 минути. Румънски полк с артилерия се насочва към с. Амузача и населеното място е превзето в 11 часа. Авангарда на 9-и конен полк напуска заетите позиции. В това направление към 15 часа и 30 минути противникът засилва огъня си срещу 9-и конен полк, който в изпълнение на получената заповед започва да се отдръпва към с. Азаплар, където е разположено ядрото на дивизията. Поради характера на местността със закрити подстъпи, противниковата верига напредва към с. Азаплар. Защитниците близо до селото са малко-една пехотна рота, три спешени роти, два картечни ескадрона и 9-и конен полк. В завързалия се бой румънските части получават подкрепления, а 9-а Каларашка конна бригада принуждава 9-и конен полк да отстъпи. Това сериозно застрашава фланга на Конната дивизия. Притиснатите пехотинци са спасени от вихрена атака на 1-ви конен полк, който отхвърля противника и позицията е спасена.
Устремът на противниковата атака срещу с. Мустафа Ачи е спрян от силен артилерийски огън. Успоредно с атаката срещу Азаплар, боят при Мустафа Ачи става особено жесток към късния следобед. Мощната артилерийска стрелба на противника унищожава набързо приготвените окопи. Срещу противниковите батареи се противопоставя само една българска- тази на капитан Георги Векилски. Наприятелските вериги заплашват фланга, а защитниците на разполагат с ръчни гранати, няма и защитни телени ограждения. Колоездачната рота и съседният картечен ескадрон остават без патрони и очакват подготвени противника за атака „на нож“. Към 17 часа и 30 минути, когато противникът е на десетки крачки от българската позиция, ген. Колев изпълнява решението си да пусне в атака основното ядро на конната дивизия. Вече в здрач два конни полка – Лейб-гвардейския и 3-ти конен полк атакуват противника, а 4-ти конен полк остава на по-задна позиция. Неочакваната устремна кавалерийска атака от затихналата българска позиция обръща в бягство противника и настъпващата тъмнинина спасява бягащите части в с. Каракьой. Загубите само на 3-ти конен полк са 40 убити и ранени и 70 коня. На другата сутрин ген. Колев атакува селото и прогонва румънските войски от там, като ги преследва на север от с. Амузача. Тази контраатака е спряна от силен преграждащ артилерийски огън на противника.

## Резултати
След безуспешната атака срещу войски на III армия край Дунава на 21 септември и безуспешното масираното настъпление срещу позициите в южния край на българската позиция, противникът постоянно увеличава мощта на войските си срещу дясното крило на III армия. Разпоредено е от командването на III армия 25-а турска дивизия, Конната дивизия и части от Маршевата бригада да не допуснат пробив във фланга. В изпълнение на заповедта на командването в следващите няколко дни са проведени както успешно противопоставяне, така и контраатаки срещу руско-румънските войски и не е допуснато реализирането на тактическия им план. Руската конница е заела с авангарда си с. Геленджик (дн. с. Победа), а с ядрото си с. Первелия. Авангардът на Конната дивизия след упорит бой изтласква руските ескадрони от Геленджик. 25-а турска дивизия югозападно от с. Амузача с помощта на батареите на Добричките войски след стремително нападение отхвърлят противника в северна посока. Поради слабата активност на противника дясното крило на армията на 24 септември се изнася още на север, където местността дава условия изгодни за отбрана и се осигурява гара Казичи на жп линията Варна-Добрич-Кара Юмер. За да се попречи на пробив в приморския регион при неприкритото струпване на противникови подкрепления Конната дивизия със силен натиск отхвърля противника на север, като авангарда заема позиция в с. Первелия, а ядрото ѝ се разполага в с. Геленджик.
След неуспешните опити за пробив в българските позиции при Мустафа Ачи и Азаплар в десния (приморски) фланг на III армия от 25 септември до 1 октомври настъпва тишина по целия фронт. Пречупен е и този опит на противника да вземе инициативата и да обърне хода на военните действия. Българската армия стабилно установява позициите си на достигнатите рубежи пред силно укрепяваната от руско-румънско-сръбския противник отбранителна линия между Черно море и Дунав, и през Кубадинската позиция, която не е успява да пробие „на ход“ на 18 – 19 септември.

## Допълнителни данни
На това сражение военния кореспондент Йордан Йовков посвещава разказът „Мустафа ачи“. Има данни че в предхождащи генералното сражение стълкновения на 13-15 септември тук се бият части от 47 пехотен полк и по-специално за загинали от неговите 5-та и 6-та роти.